# Abadia de Sant Tomàs de Brno
L'abadia de Sant Tomàs és un monestir de l'Orde de Sant Agustí, situat a Brno, a la República Txeca. Va ser la llar del genetista i abat Gregor Mendel, que entre 1856 i 1863 va dur a terme, a l'hort de l'abadia, els seus famosos experiments amb pèsols que el van portar a proposar el que després es va conèixer com a lleis de l'herència de Mendel. És l'única abadia agustiniana al món. Allotja un museu dedicat a Mendel. L'església està dedicada a l'Assumpció de la Mare de Déu.
Els agustins van arribar a Brno el 1346, i van aconseguir el patrocini de Jan Jindřich Lucemburský, marcgravi de Moràvia, per a la construcció del claustre primitiu el 1352. El 1653 la comunitat es va traslladar a la ubicació actual. La noble local Sybil Polyxen Františka va fundar en aquesta època una escola musical en el monestir, tradició que es manté en l'actualitat. El compositor txec Pavel Křížkovský va ser agustí al monestir i professor de música litúrgica entre 1848 i 1872. El compositor Leoš Janáček va començar la seva formació musical en el cor del monestir.

## Galeria

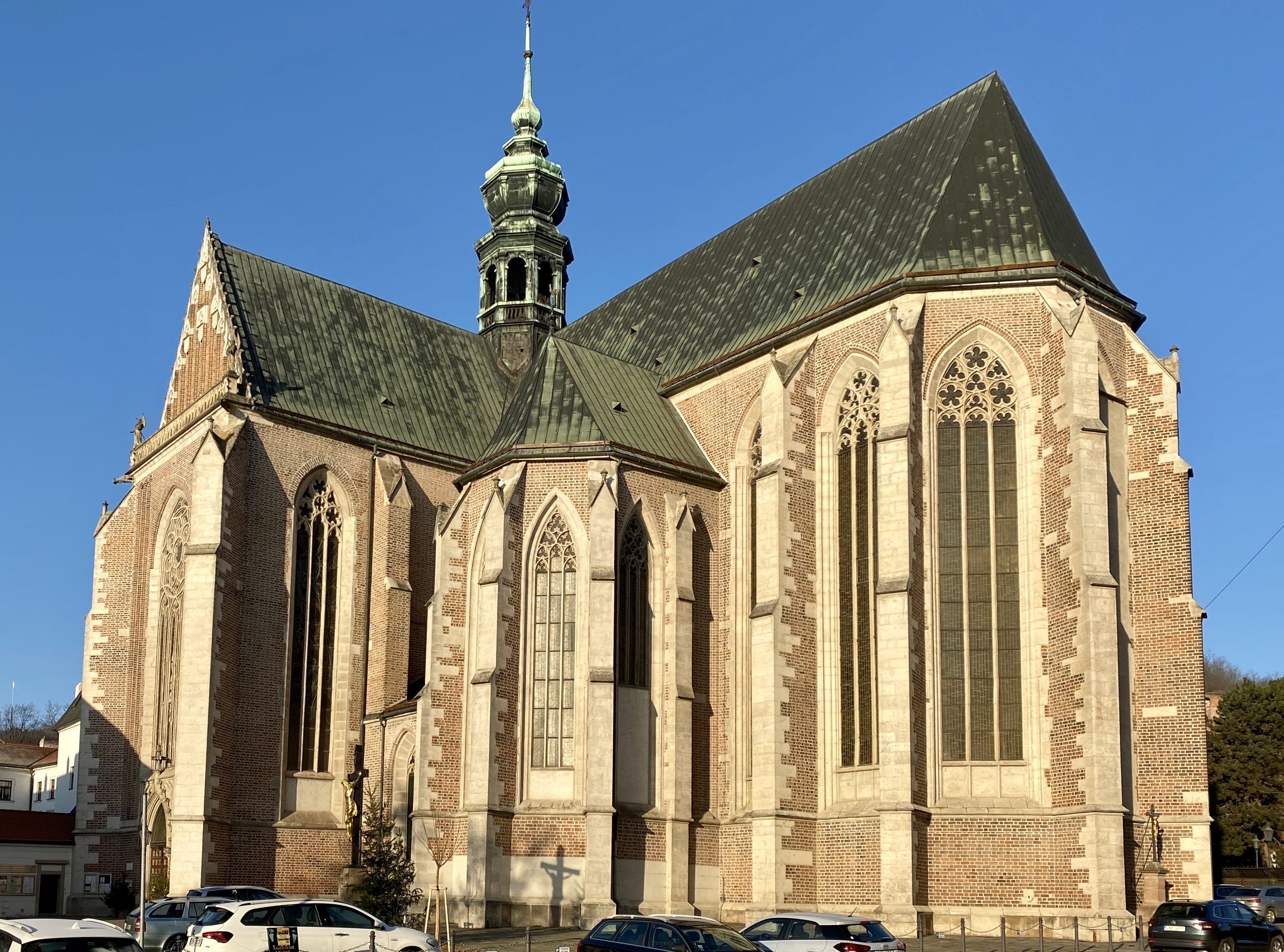
Basílica de l'Assumpció de Maria.
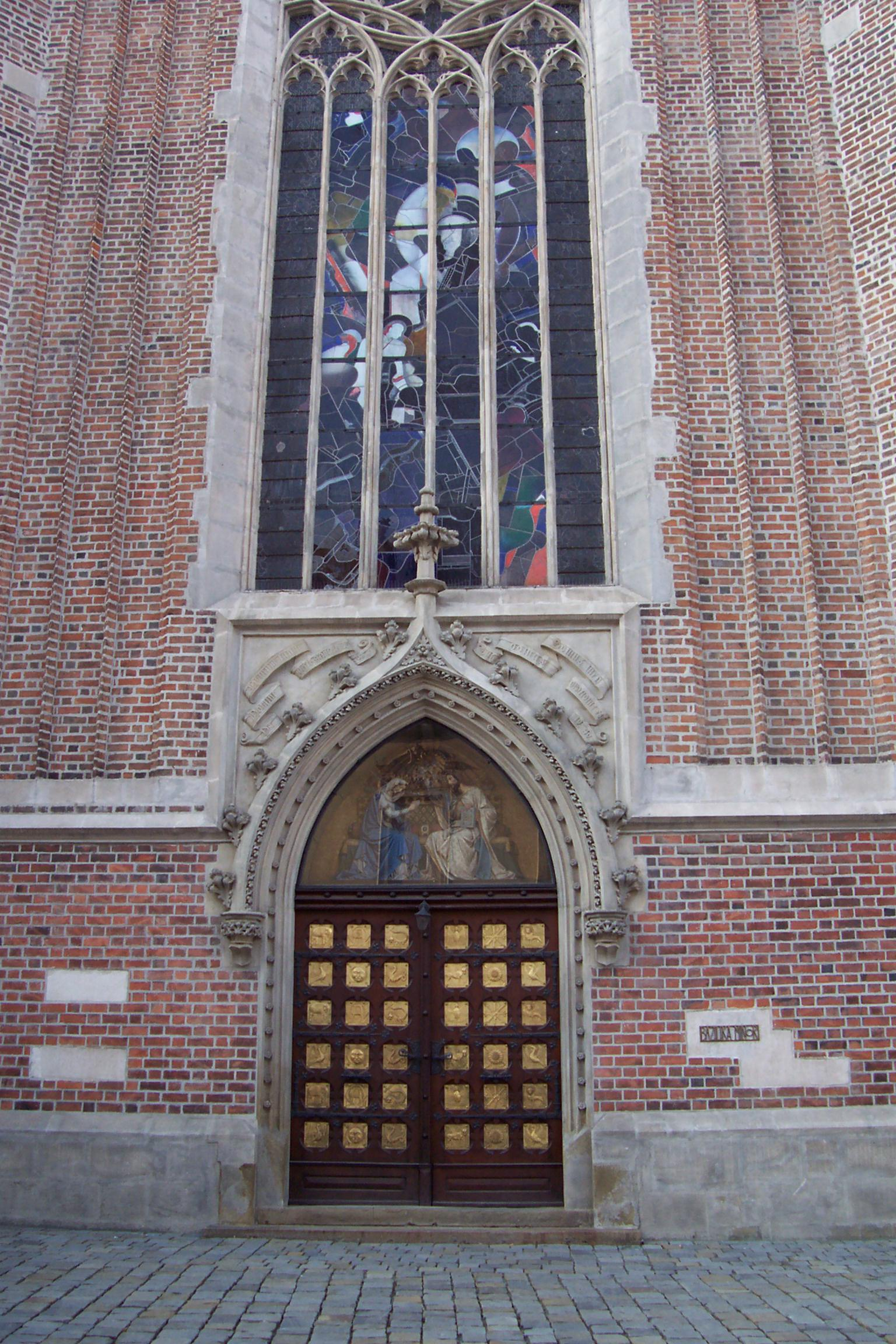
Entrada sud a l'església.
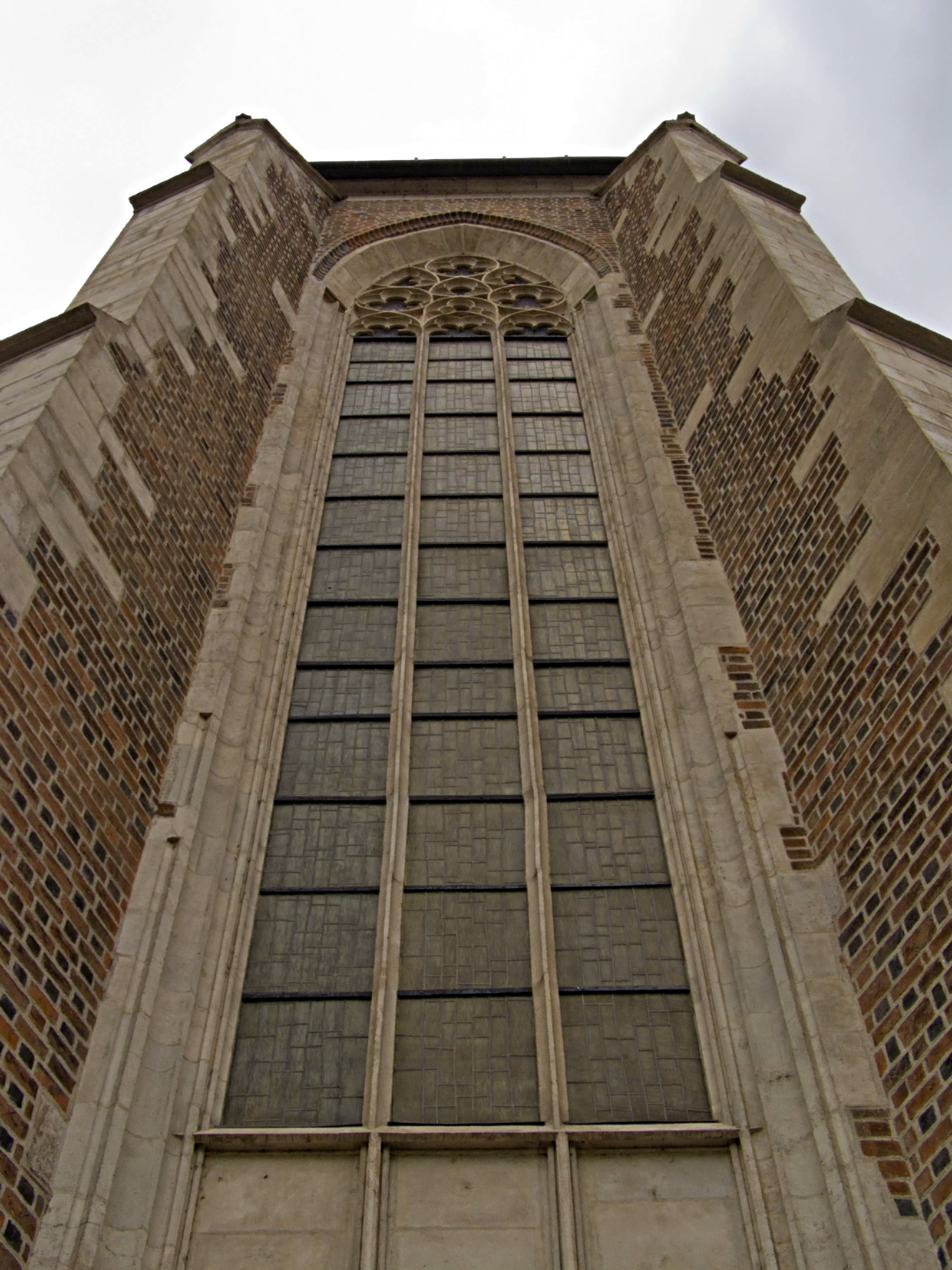
Finestral en l'absis.
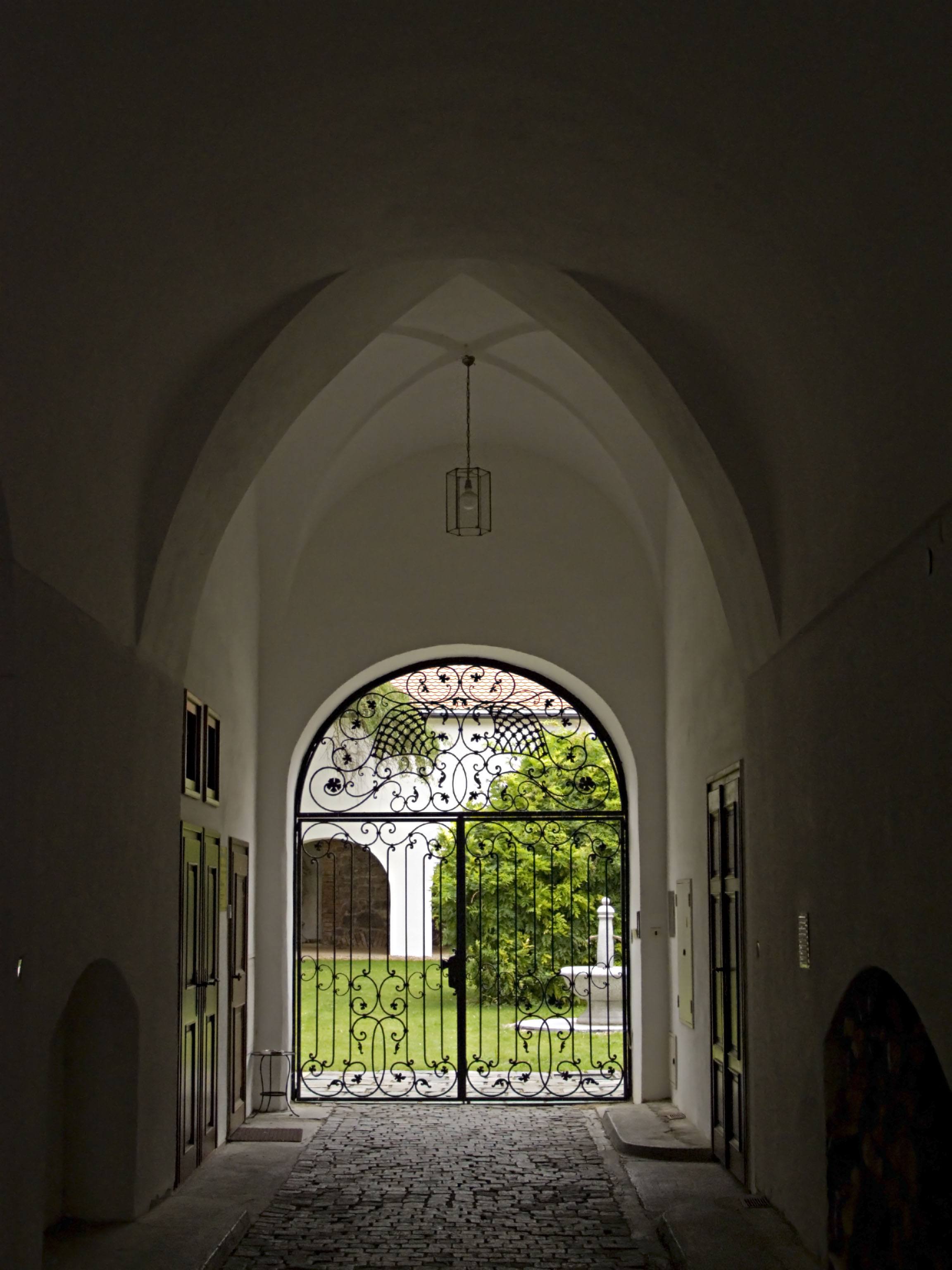
Dependències interiors.
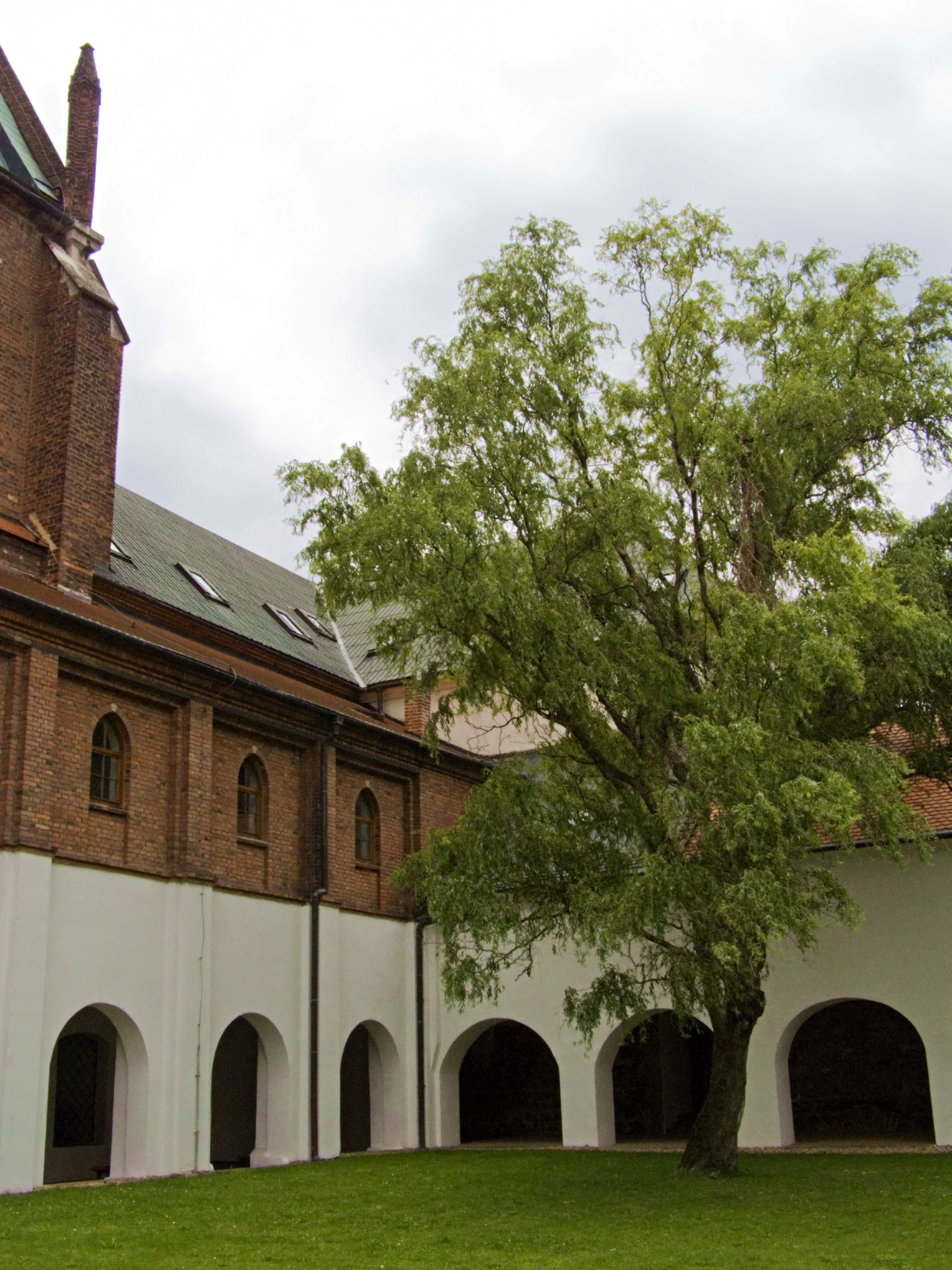
Claustre.